# Leskovice
Leskovice (německy Leskowitz) jsou obec v okrese Pelhřimov v Kraji Vysočina. Žije zde 121 obyvatel.

## Historie
První písemná zmínka o obci pochází z roku 1379. V květnu 1945 byla většina obce vypálena nacisty, někteří obyvatelé byli zmasakrováni. Po válce byla obec znovu vybudována ve strohém „dvouletkovém“ stylu. Protože se tak stalo ještě před kolektivizací zemědělství, vznikly při obnově plnohodnotné zemědělské usedlosti včetně hospodářských budov, které dodnes tvoří zajímavý novodobý urbanistický celek.

### Vypálení Leskovic
Téměř celé období druhé světové války prožily Leskovice v poklidném vnitrozemí Protektorátu. Na samém konci války však v obci došlo ke krvavé tragédii. Nacisté 5. a 6. května 1945 vesnici vypálili.
Život v Leskovicích v té době začal řídit revoluční národní výbor, který odzbrojil německé vojáky v obci, a revoluční nálada vzbudila mezi částí leskovických obyvatel odhodlání zastavit a zadržet ustupující jednotky německé armády, které prchaly k západní hranici. Podle jedné verze začali dva místní mladíci střílet na projíždějící německá vozidla na silnici z Jihlavy do Tábora. O incidentu se dozvěděli němečtí důstojníci v nedalekém Pelhřimově, kteří se rozhodli vykonat krvavou pomstu. Velícím důstojníkem této akce byl SS-Hauptsturmführer Walter Hauck. Vesnice byla vypálena a 25 obyvatel, kterým se nepodařilo uprchnout do lesa, bylo zvětší části postříleno na různých místech obce, někteří uhořeli. Jeden muž byl přibit za ruce na vrata své stodoly. Tři ženy byly znásilněny a poté svázané vhozeny do hořícího domu. Nejmladší zastřelenou obětí byl teprve třináctiletý Josef Vaverka. Walter Hauck zemřel v roce 2006 v Německu a za masakr nebyl nikdy potrestán.
Po válce byla obec v krátké době obnovena. Jádro vesnice tak tvoří unifikované poválečné novostavby umístěné v pravidelných rozestupech podél obecní komunikace. V roce 1961 byl v sousedství leskovického nádraží zbudován pomník připomínající tragickou události a 25 jejich obětí. Autorkou pomníku je sochařka Jaroslava Lukešová.

## Obyvatelstvo
| Rok            | 1869 | 1880 | 1890 | 1900 | 1910 | 1921 | 1930 | 1950 | 1961 | 1970 | 1980 | 1991 | 2001 | 2011 | 2021 |
| -------------- | ---- | ---- | ---- | ---- | ---- | ---- | ---- | ---- | ---- | ---- | ---- | ---- | ---- | ---- | ---- |
| Počet obyvatel | 184  | 221  | 237  | 257  | 237  | 256  | 242  | 166  | 216  | 183  | 151  | 101  | 96   | 89   | 100  |
| Počet domů     | 26   | 32   | 37   | 39   | 42   | 43   | 47   | 47   | 42   | 42   | 41   | 41   | 44   | 44   | 50   |

## Obecní správa
V letech 1850–1920 Leskovice patřily jako osada obce ke Litohošti v okrese Pelhřimov. Od roku 1921 jsou obcí v okrese Pelhřimov (1921–1930), posléze v okrese Pacov (1950) a později opět v okrese Pelhřimov.

### Politika
V letech 2006–2010 a znovu od roku 2014 působí jako starosta Milan Bílek, od roku 2010 do roku 2014 tuto funkci zastával Vladimír Hejda.

### Obecní symboly
Znak a vlajka byly obci uděleny rozhodnutím předsedy Poslanecké sněmovny Parlamentu České republiky dne 10. září 2021.

## Pamětihodnosti
Ve vsi se nacházejí tři kulturní památky České republiky:
- Kaple na návsi
- Pomník umučeným roku 1945 na návsi
- Usedlost čp. 1